# Hussein Imam
Mahmoud Hussein Imam est un ancien arbitre égyptien de football des années 1960.

## Carrière
Il a officié dans des compétitions majeures : 
- JO 1960 (1 match)
- JO 1964 (2 matchs)